# Costanza Rovelli
Costanza Rovelli (Bergamo, 2 febbraio 1828 – Feldkirch, 7 agosto 1884) è stata un soprano italiano.
Soprano lirico dalla voce "dolce, forte, flessibile, abbastanza eguale e di buon timbro...", figlia del violinista bergamasco Pietro Rovelli, studiò canto al Conservatorio di Milano dal 1840 al 1847. Debuttò al Teatro Carlo Felice di Genova nel ruolo di Rosa  nell'opera Don Bucefalo di Antonio Cagnoni. Dopo un periodo di "gavetta" trascorsa nei teatri provinciali lombardi, si trasferì a Barcellona, dove rimase due anni, dal 1848 al 1850. Le sue esecuzioni ottennero un lusinghiero consenso da parte del pubblico e della critica musicale del periodo. Il suo repertorio comprendeva soprattutto opere di Gaetano Donizetti e Giuseppe Verdi. Il soprano bergamasco proseguì la carriera nei teatri delle città di Venezia, Milano, Pavia,  Torino, Bucarest, Costantinopoli. Si ritirò dalle scene interpretando a Costantinopoli il ruolo di Violetta Valéry ne La traviata di Giuseppe Verdi. Dopo aver abbandonato il teatro, il soprano si stabilì in Austria, nella città di Feldkirch, dove insegnò canto, e qui morì nel 1884 a 56 anni di tubercolosi. I giornali dell'epoca scrivevano: "L'arte melodrammatica ha perduto in lei, uno dè suoi figli più prediletti..".

## Repertorio
- Gioachino Rossini
  - La gazza ladra (Ninetta)
  - Il barbiere di Siviglia (Rosina)
  - Mosè in Egitto (Amaltea)
- Antonio Cagnoni
  - Don Bucefalo (Rosa)
- Antonio Buzzi
  - La Lega Lombarda (Matilde)
- Giulio Roberti
  - Il Petrarca alla corte d'amore
- Gaetano Donizetti
  - Don Pasquale (Norina)
  - L'elisir d'amore (Adina)
  - Il furioso all'isola di San Domingo (Eleonora)
  - Linda di Chamounix (Linda)
  - Poliuto (Paolina)
  - Lucia di Lammermoor (Lucia)
  - Maria di Rohan (Maria)
- Giuseppe Verdi
  - La traviata (Violetta Valéry)
  - Ernani (Elvira)
  - I masnadieri (Amalia)
  - Rigoletto (Gilda)
  - I due Foscari (Lucrezia Contarini)
  - Il trovatore (Leonora)
  - I vespri siciliani (Elena)